# Pitonga woolowa
Pitonga woolowa is een spinnensoort in de taxonomische indeling van de Desidae.
Het dier behoort tot het geslacht Pitonga. De wetenschappelijke naam van de soort werd voor het eerst geldig gepubliceerd in 1984 door Davies.